# أرسينيو إغليسياس
أرسينيو إغليسياس (بالإسبانية: Arsenio Iglesias)‏ مواليد 24 ديسمبر 1930 في أرتيتشو، إسبانيا، هو مدرب ولاعب كرة قدم إسباني سابق بدأ مسيرته التدريبية عام 1967 وكان أول فريق يدربه هو نادي ديبورتيفو لاكرونيا ب. اختتم مسيرته كمدرب عام 2008 مع منتخب غاليسيا لكرة القدم. بدأ مسيرته كلاعب عام 1950 عندما كان لاعباً خاض 291 مباراة سجل خلالها 62 هدفاً.